# Zapp Vibe
Albums de Zapp
The New Zapp IV U
(1985) Zapp VI: Back by Popular Demand
(2002)
Singles
1. Ooh Baby Baby
Sortie : 1989

Zapp Vibe est le cinquième album studio de Zapp, sorti le 9 septembre 1989.
L'album s'est classé 34e au Top R&B/Hip-Hop Albums et 154e au Billboard 200.

## Liste des titres
| No  | Titre                 | Durée |
| --- | --------------------- | ----- |
| 1.  | Ooh Baby Baby         | 3:38  |
| 2.  | I Play the Talk Box   | 4:23  |
| 3.  | Stop That             | 3:59  |
| 4.  | Fire                  | 3:38  |
| 5.  | Been This Way Before  | 3:58  |
| 6.  | Back to Bass-iks      | 4:51  |
| 7.  | Jesse Jackson         | 4:56  |
| 8.  | Ain't the Thing to Do | 3:45  |
| 9.  | Sad-Day Moaning       | 3:49  |
| 10. | Rock Star             | 4:01  |
| 11. | Jake E Stanstill      | 3:37  |